# Isolepis basilaris
Isolepis basilaris är en halvgräsart som beskrevs av Joseph Dalton Hooker. Isolepis basilaris ingår i släktet borstsävssläktet, och familjen halvgräs. Inga underarter finns listade i Catalogue of Life.